# Сангуиньи, Доменико
Доменико Сангуиньи (итал. Domenico Sanguigni; 27 июня 1809, Террачина, Папская область — 20 ноября 1882, Рим, королевство Италия) — итальянский куриальный кардинал, папский дипломат и доктор обоих прав. Титулярный архиепископ Тарсо с 15 июня 1874 по 19 сентября 1879. Апостольский нунций в Португалии с 25 августа 1874 по 19 сентября 1879. Кардинал-священник с 19 сентября 1879, с титулом церкви Санта-Пуденциана с 27 февраля 1880.